# Lista de deputados estaduais da Paraíba da 7.ª legislatura
Essa é uma lista de deputados estaduais da Paraíba eleitos para o período 1971-1975.

## Composição das bancadas
| Partido | Líder                  | Bancada | Posição  |
| ------- | ---------------------- | ------- | -------- |
| ARENA   | Múcio Wanderley Sátyro | 15 / 24 | Governo  |
| MDB     | Rui de Andrade Gouveia | 9 / 24  | Oposição |

## Deputados estaduais
| Número | Deputados estaduais eleitos | Partido | Votação | Percentual | Cidade onde nasceu     | Unidade federativa |
| 11328  | Múcio Wanderley Sátyro      | ARENA   | 22.633  | 2,71%      | Patos                  | Paraíba            |
| 11874  | Edme Tavares                | ARENA   | 13.505  | 1,61%      | Cajazeiras             | Paraíba            |
| 11464  | Jonas Leite Chaves          | ARENA   | 12.899  | 1,54%      | Itaporanga             | Paraíba            |
| 11333  | José Lacerda Neto           | ARENA   | 12.280  | 1,47%      | São José de Piranhas   | Paraíba            |
| 11993  | Inácio Morais               | ARENA   | 11.677  | 1,40%      | Santa Luzia            | Paraíba            |
| 11998  | Eilzo Nogueira Matos        | ARENA   | 11.260  | 1,35%      | Sousa                  | Paraíba            |
| 11954  | Edivaldo Motta              | ARENA   | 11.144  | 1,33%      | Patos                  | Paraíba            |
| 15816  | Orlando Almeida             | MDB     | 10.628  | 1,27%      | Campina Grande         | Paraíba            |
| 11508  | Francisco de Assis Camelo   | ARENA   | 10.371  | 1,24%      | Bayeux                 | Paraíba            |
| 11607  | Américo Maia                | ARENA   | 9.831   | 1,17%      | Catolé do Rocha        | Paraíba            |
| 15543  | Zé Gayoso                   | MDB     | 9.529   | 1,14%      | Patos                  | Paraíba            |
| 11781  | Chico Vieira                | ARENA   | 9.439   | 1,13%      | Lagoa                  | Paraíba            |
| 15743  | Inácio Pedrosa Sobrinho     | MDB     | 9.373   | 1,12%      | Cruz do Espírito Santo | Paraíba            |
| 15949  | Ananias Pordeus Gadelha     | MDB     | 9.282   | 1,11%      | Cajazeiras             | Paraíba            |
| 11421  | Waldir Lyra dos Santos Lima | ARENA   | 8.575   | 1,02%      | Solânea                | Paraíba            |
| 11795  | Egídio Madruga              | ARENA   | 8.552   | 1,02%      | Pedras de Fogo         | Paraíba            |
| 15324  | Laércio Pires de Souza      | MDB     | 8.383   | 1,00%      | Sousa                  | Paraíba            |
| 11904  | Luiz Ferreira Barros        | ARENA   | 8.099   | 0,97%      | Cabedelo               | Paraíba            |
| 15526  | Zé Lira                     | MDB     | 7.684   | 0,92%      | Teixeira               | Paraíba            |
| 15127  | José Fernandes de Lima      | MDB     | 7.629   | 0,91%      | Mamanguape             | Paraíba            |
| 15303  | Rui de Andrade Gouveia      | MDB     | 7.576   | 0,90%      | João Pessoa            | Paraíba            |
| 11881  | Jáder Pimentel              | ARENA   | 7.263   | 0,87%      | João Pessoa            | Paraíba            |
| 11725  | Euvaldo da Silva Brito      | ARENA   | 7.045   | 0,84%      | João Pessoa            | Paraíba            |
| 15799  | Sebastião Calixto de Araújo | MDB     | 6.877   | 0,82%      | Cajazeiras             | Paraíba            |